# (72534) 2001 DZ99
(72534) 2001 DZ99 – planetoida z pasa głównego asteroid okrążająca Słońce w ciągu 4,38 lat w średniej odległości 2,68 j.a. Odkryta 17 lutego 2001 roku.